# Patricio Rivas
Patricio Rivas (* um 1810 in Rivas (Nicaragua); † 12. Juli 1867 in León, Nicaragua) war Anwalt und übte das Amt des Supremo Director (Staatschef) von Nicaragua vom 27. August 1840 bis zum 31. März 1841 aus.  Während des 1855 ausgebrochenen Bürgerkrieges war er bis 1857 Chef einer der rivalisierenden Regierungen.

## Leben
Patricio Rivas war Mitglied der Partido Legitimista. Vom 30. Juni bis zum 27. Juli 1839 war er in die Dirección Suprema del Estado de Nicaragua (Regierungskabinett) berufen. 1840 wurde er zum Supremo Director gewählt.
1855 wurde er von William Walker, marionettenhaft als Supremo Director eingesetzt. Hintergrund war ein „Friedensvertrag“ zwischen Ponciano Corral Acosta von der Partido Legitimista (Conservador) und Walker, welcher von der Partido Democrático (Liberal) engagiert worden war. Dieser „Friedensvertrag“ wurde vom Präsidenten José María Estrada von der Partido Legitimista zurückgewiesen. Zu Beginn seiner Amtszeit wurde Patricio Rivas von Walker unterstützt.
Juan Rafael Mora Porras, der Präsident von Costa Rica, wandte sich gegen den Einsatz von Filibustern im nicaraguanischen Bürgerkrieg. Anfang 1856 erklärte die Regierung unter Patricio Rivas Costa Rica den Krieg und die Truppen aus Costa Rica schlugen die Filibustiers in der Schlacht von Santa Rosa und der zweiten Schlacht von Rivas.
Als Präsidentschaftskandidaten standen zur Wahl: Rivas, Máximo Jerez Tellería und Trinidad Salazar. Keiner erhielt eine absolute Mehrheit und es schien, als würde der Kongress Jerez zum Präsidenten ernennen. Aber Walker wollte, dass neu gewählt wurde. Am 20. Mai 1856 wurde das Regime von Walker durch U.S. Präsident Franklin Pierce anerkannt. Patricio Rivas entzog sich der Vormundschaft der Filibustiers und verlegte den Regierungssitz von Granada nach León (Nicaragua), wohin ihm aber William Walker in seiner speziellen Herzlichkeit im Juni 1856 folgte. Woraufhin Patricio Rivas seinen Regierungssitz weiter nach Chinandega verlegte und ein Gesetz über die Abhaltung von Wahlen erließ. Woraufhin Walker in Granada die Absetzung von Patricio Rivas verkündete und ihn durch Fermín Ferrer ersetzte.
Am 25. Juni 1856 erklärte Patricio Rivas per Gesetz William Walker „zum Verräter und Feind von Nicaragua“. Rivas hielt seine Regierung im Westen des Landes, wohin wenig später die Truppen aus Guatemala und El Salvador kamen, welche die Filibustiers in Granada und Massaya angriffen. Die Truppen aus Costa Rica warfen die Filibustiers aus dem Becken des Río San Juan. Walker kapitulierte am 1. Mai 1857. Am 24. Juni 1857 übernahm das Duumvirat von Tomás Martínez Guerrero und Máximo Jerez Tellería die Macht. Sie beendeten die Regierung von Patricio Rivas.